# Fuck Buttons
Fuck Buttons är en brittisk duo som spelar elektronisk musik. De träffades 2004 medan de studerade på konstskola i Bristol. 2008 släpptes deras debutalbum Street Horrrsing som togs emot väl av kritiker. Pitchfork Media listade albumet på plats 20 av 50 på deras årslista 2008. Uppföljaren Tarot Sport släpptes 2009, även det albumet togs emot väl av musikkritiker.

## Diskografi

### Studioalbum
- 2008 – Street Horrrsing
- 2009 – Tarot Sport
- 2013 – Slow Focus